# Bolchovskij rajon
Il Bolchovskij rajon (in russo Болховский район?) è un rajon dell'Oblast' di Orël, nella Russia europea; il capoluogo è Bolchov.